# Loculla
Loculla Simon, 1910 è un genere di ragni appartenente alla famiglia Lycosidae.

## Distribuzione
Le 5 specie note di questo genere sono state reperite in Argentina.

## Tassonomia
La L. austrocaspia è stata rinvenuta in Iran, zona molto lontana dall'areale delle altre specie, necessita di ulteriori analisi per confermarne l'appartenenza a questo genere.
La dizione Loculla austrocaspica presente nello studio dell'aracnologo Brignoli (1983c) è un lapsus.
Non sono stati esaminati esemplari di questo genere dal 1983.
Attualmente, a luglio 2017, si compone di 4 specie e una sottospecie:
1. Loculla austrocaspia Roewer, 1955 — Iran
2. Loculla massaica Roewer, 1960 — Tanzania
3. Loculla rauca Simon, 1910[2] — São Tomé 
  - Loculla rauca minor Simon, 1910 — São Tomé
4. Loculla senzea Roewer, 1960 — Congo